# Dąbrowa Górna (województwo świętokrzyskie)
Dąbrowa Górna (d. Dąbrowa Poduchowna) – wieś w Polsce położona w województwie świętokrzyskim, w powiecie kieleckim, w gminie Bodzentyn.
W latach 1975–1998 miejscowość administracyjnie należała do województwa kieleckiego.
Przez miejscowość przebiega droga wojewódzka nr 751.

## Historia
Niemieccy żandarmi pod dowództwem Alberta Schustera 7 maja 1943 roku otoczyli wioskę wypędzając z domów mieszkańców, zabijając część z nich na miejscu oraz podpalając gospodarstwa. W sumie zamordowali 14 osób i spalili 4 zabudowania. Pacyfikacja była odwetem za akcję Armii Krajowej, podczas której oddział AK „Grota” zabił żandarmów z Nowej Słupi napadając na ich samochód.